# 산탄드레아델가릴리아노
산탄드레아델가릴리아노(이탈리아어: Sant'Andrea del Garigliano)는 이탈리아 라치오주 프로시노네도에 위치한 코무네다. 로마로부터 남동쪽 130km, 프로시노네로부터 남동쪽 50km 거리에 있다.